# Wilhelm von Wedel (Landrat)
Graf Wilhelm Johann Ludwig von Wedel (* 15. November 1837 in Oldenburg; † 25. April 1912 auf Schloss Sandfort) war ein preußischer Offizier und Landrat.

## Leben
Wilhelm von Wedel entstammte dem Uradelsgeschlecht Wedel. Seine Eltern waren der oldenburgische Generalleutnant Friedrich Wilhelm Graf von Wedel (* 28. März 1798; † 14. Juli 1872) und dessen Ehefrau die Freiin Wilhelmine Bertha Sophie von Glaubitz (* 21. Juni 1802; † 27. Dezember 1887).
Er besuchte das Gymnasium in Oldenburg. Mit dem Eintritt in das 4. Kürassier-Regiment in Münster am 1. März 1855 begann er eine militärische Laufbahn in der Preußischen Armee. Bis Ende Oktober 1866 avancierte Wedel zum Rittmeister im 6. Kürassier-Regiment. Danach wechselte er in den Generalstab und wurde am 3. Oktober 1871 Major, bevor er am 2. November 1871 seinen Abschied nahm. Er war Kriegsteilnehmer 1864, 1866 und 1871 im Deutsch-Französischen Krieg. Am 1. März 1903 wurde Wedel noch der Charakter als Oberst verliehen.
Vom 4. Februar bis 27. Mai 1874 und vom 1. November 1874 bis 1875 war er mit der kommunalen Verwaltung des Kreises Lüdinghausen beauftragt, bis er am 15. November 1875 definitiv zum Landrat des Kreises Lüdinghausen ernannt wurde. Auf eigenen Wunsch wurde er 1905 aus dem Staatsdienst entlassen. Sein Gutsbesitz um Schloss Sandfort betrug etwa 998 ha.

## Familie
Er heiratete die Freiin Luise von Bodelschwingh-Plettenberg (* 2. August 1839; † 10. Oktober 1882), Herrin Auf Sandford, Sennen und Rechede. Das Paar hatte mehrere Kinder:
- Bertha Luise Clementine Rosalie (* 28. August 1862; † Sandfort N. N. 1948)
- Klara Luise (* 14. März 1864) ⚭ 1902 Maximilian von Schwartzkoppen (* 24. Februar 1850; † 9. Januar 1917), General der Infanterie
- Klara Wilhelmine Constanze Elisabeth (* 22. September 1865) ⚭ 1887 Karl von Plettenberg (* 18. Dezember 1852 in Neuhaus; † 10. Februar 1938 in Bückeburg), General der Infanterie
- Frieda Luise Eugenie Hermine (* 6. November 1867; † Sandfort N. N. 1947), Johanniterschwester
- Ernst Adolf (* 11. Februar 1869; † September 1920 auf Haus Ruhr (Schwerte))
- Adolf Ferdinand (* 25. September 1870; 26. Dezember 1949), auf Schloss Sandfort ⚭ 1906 Freiin Erika von Rheinbaben (* 15. September 1885)
- Wilhelm August (* 2. September 1882; † 1. August 1915), Gefallen bei Sidelizce, preußischer Hauptmann ⚭ 1912 Annemarie Ellen-Vera von Dirksen (* 19. März 1890) (Witwe heiratete 1919 Diego von Bergen, deutscher Botschafter)

## Auszeichnungen
- Roter Adlerorden III. Klasse mit Schwertern am Ring
- Kronenorden II. Klasse mit Stern
- Eisernes Kreuz I. Klasse
- Rechtsritter und Kommendator des Johanniterordens
- Ehrenbürger der Stadt Lüdinghausen